# Орловіни
Орловіни (пол. Orłowiny) — село в Польщі, у гміні Войцеховиці Опатовського повіту Свентокшиського воєводства.
Населення — 69 осіб (2011).
У 1975-1998 роках село належало до Тарнобжезького воєводства.

## Демографія
Демографічна структура на день 31 березня 2011 року:
|          | Загалом | Допрацездатний вік | Працездатний вік | Постпрацездатний вік |
| -------- | ------- | ------------------ | ---------------- | -------------------- |
| Чоловіки | 37      | 3                  | 26               | 8                    |
| Жінки    | 32      | 8                  | 15               | 9                    |
| Разом    | 69      | 11                 | 41               | 17                   |